# Eric Heinz Lenneberg
Eric Heinz Lenneberg (geboren am 19. September 1921 in Düsseldorf; gestorben am 31. Mai 1975 in White Plains, Westchester, New York, Vereinigte Staaten) war ein deutsch-US-amerikanischer Neurologe und Linguist. Lenneberg war einer der bekanntesten Sprachwissenschaftler des 20. Jahrhunderts und gilt als Mitbegründer der Biolinguistik. Von 1935 bis 1945 lebte er in Brasilien, wohin er als Jude mit seiner Familie vor den Nazis geflohen war. Der Wirkungsbereich seiner sprachwissenschaftlichen Arbeiten blieb trotz seines Herkommens im Wesentlichen auf die USA beschränkt. 

## Werdegang
Er kam als Sohn des Kinderarztes Robert Lenneberg zur Welt und verbrachte seine Kindheit bis 1933 in Düsseldorf. Dort besuchte er die Volksschule.
Er studierte (nach dem Aufenthalt in Brasilien) in den Vereinigten Staaten. Er machte seinen B.A. 1949 in Chicago und studierte dort Linguistik weiter.
Als Professor für Psychologie und Neurobiologie lehrte er an der Harvard Medical School, an der University of Michigan und an der Medical School der Cornell University mit den Forschungsschwerpunkten Spracherwerb und kognitive Psychologie. Als Wissenschaftler war er in den USA Mitglied in mehreren wissenschaftlichen Organisationen. Durch die Zusammenarbeit z. B. mit Noam Chomsky und George A. Miller war er ein angesehener Forscher.
In seinem Buch Biologische Grundlagen der Sprache (einziges Buch in deutscher Übersetzung) propagierte er die These von der „kritischen Periode“ in der Sprachentwicklung; ein Sachverhalt, der weltweit kontrovers diskutiert wurde und wird – häufig auch als Zeitfenster bezeichnet. Wer mit 14 Jahren nicht sprechen gelernt habe, würde es nie mehr (vollständig) erlernen, meinte Lenneberg. Die „Lateralisation des Gehirns“ sei in diesem Alter eben vollzogen – und eine Verletzung des Sprachzentrums könne in diesem Alter den Verlust der Sprache bedeuten, wo er vorher noch kompensiert werden konnte. Einfach ausgedrückt: "Wir müssen annehmen, dass das Vermögen des Kindes, Sprache zu lernen, eine Folge der Reifung ist (...) Primäre Sprache kann nicht auf allen Altersstufen mit gleicher Leichtigkeit erworben werden." Der englische Linguist David Crystal schreibt u. a., die Hypothese von der kritischen Periode sei umstritten, da die pathologischen Beweise ungenau seien. Auch die Argumentation innerhalb der Sprachentwicklung sei alles andere als eindeutig. Selbst die Neuropsychologie gebe zu bedenken, dass die Lateralisation des Gehirns lange vor der Pubertät abgeschlossen, womit die Eingrenzung der "kritischen Periode" sehr ungenau sei. Die Beziehung zwischen Lateralisierung und Sprache sei uneindeutig. So wiesen auch Hannelore Grimm und Sabine Weinert darauf hin, dass ältere Annahmen zur Lateralisierung unkorrekt seien, da es schon bei Neugeborenen erste Entwicklungen im Sinne der Lateralisierung gebe. Trotzdem ist nicht zu bestreiten, dass Lenneberg mit seinen zahlreichen Publikationen und Forschungen die Diskussion zum Spracherwerb ungemein bereichert hat.
Lenneberg wandte sich auch gegen Annahmen im Werk von Edward Sapir und Benjamin Lee Whorf, speziell gegen die Behauptung, Sprache beeinflusse das Denken. Die These war in den 1970er und 1980er Jahren in Deutschland unter Wissenschaftlern und Pädagogen sehr beliebt. Lenneberg meinte, bevor man zwei Sachverhalte in Beziehung setze, müssten sie zuvor getrennt als solche beschrieben werden können.
Obwohl Lenneberg in den USA ein angesehener Wissenschaftler  war, blieb sein Einfluss in Deutschland begrenzt. So wurde sein Hauptwerk Biologische Grundlagen der Sprache hier erst drei Jahre vor seinem Tod publiziert; ein Standardwerk, das reich an Material und interessanten Thesen ist.
In vielen Ländern aber war Lenneberg als Sprachwissenschaftler bekannt und geschätzt. In Recife (Brasilien) hatte er eine Gastprofessur. Er war Lektor an der Academia Nacional de Neurologie do Brasil, Vorsitzender der Tübinger Tagung zu „Language as Behavior“ am Max-Planck-Institut; er war ständiges Mitglied des Internationalen Symposiums für Neuropsychologie und Teilnehmer an der Konferenz zur Mentalen Retardadion und Berater der UNESCO. 1964–1965 war er Gastdozent für Psychologie an der Universität Zürich. 1975 wurde er zum Mitglied der Leopoldina gewählt.

## Publikationen (Auswahl)
- Biological Foundations of Language. John Wiley & Sons, New York 1967, ISBN 0-471-52626-6.
  - deutsch: Biologische Grundlagen der Sprache. Mit einem Anhang von Noam Chomsky. Suhrkamp Verlag, Frankfurt am Main 1972, ISBN 3-518-07368-0.
- The Capacity of Language Acquisition. In: Jerry Fodor, Jerrold Katz (Hrsg.), 1964.
- als Hrsg.: New Directions in the Study of Language. MIT Press, Cambridge, MA, 1964.
- The Structure of Language Prentice Hall, Englewood Cliffs, NJ